# Майдан (заказник)
Майда́н — ландшафтний заказник місцевого значення в Україні. Об'єкт розташований на території Маневицької селищної громади Камінь-Каширського району Волинської області, на південь від с. Бережниця.
Площа — 662,6 га, статус отриманий у 2002 році за Рішення Волинської обласної ради від 3.12.2002 р. № 4/5. Перебуває у віданні ДП «Волинський військовий лісгосп», Бережницьке л-во, кв. 16, вид. 5-7, 9-23, 25, 34, 35; кв. 17, вид. 2-8, 11-17, 21-24, 26-43; кв. 23, вид. 14, 20, 20.1, 23-25, 27, 28; кв. 24, 25; кв. 32, вид. 5, 9-11, 14, 20, 20.1, 37; кв. 33, 34, 40; кв. 41, вид. 1-3.1, 8-11, 16, 16.1, 30.
Охороняється заболочена ділянка вільхового лісу, у долині р. Осина. У трав'яному покриві зростають осока, очерет звичайний. У межах заказника трапляються рідкісні види рослин та тварин, занесені до Червоної книги України та міжнародних природоохоронних списків: плаун колючий, лелека чорний, журавель сірий.